# Interleucina 27

La interleucina-27 (IL-27) es una citocina heterodimérca encuadrada en la familia de la IL-12 , compuesta por dos subunidades, virus de Epstein-Barr (EBV)-gen inductor 3 (EBI3) (también conocido como IL-27B) y la IL27-p28 (conocida como interleucina 30). 
La IL-27 es producida por las células presentadora de antígenos. IL-27 juega un papel importante en la regulación de la actividad de los linfocitos T y B. El efecto de la IL-27 se obtiene por su interacción con el complejo receptor específico de la superficie celual conocido como IL-27R.